# Llista de topònims de Sant Pere de Torelló
Llista de topònims (noms propis de lloc) del municipi de Sant Pere de Torelló, a Osona
Informació actualitzada per un bot. Els canvis manuals es perdran quan s'actualitzi!

## casa
| imatge | Nom                                       | Ubicat a             | instància de | Detalls                                  | coordenades                                                                               | Protecció                                  | Commons (més fotos)                                              | Dades a WD                    |
| ------ | ----------------------------------------- | -------------------- | ------------ | ---------------------------------------- | ----------------------------------------------------------------------------------------- | ------------------------------------------ | ---------------------------------------------------------------- | ----------------------------- |
|        | casa del carrer Verdaguer, 2              | Sant Pere de Torelló | casa         | Estil: arquitectura popular 17th century | 42° 04′ 31″ N, 2° 17′ 48″ E / 42.075254°N,2.296719°E ca:C. Verdaguer, 2 618 msnm          | bé cultural d'interès local                | Casa del carrer Verdaguer, 2 (Sant Pere de Torelló)              | Modifica les dades a Wikidata |
|        | casa del carrer Verdaguer, 7              | Sant Pere de Torelló | casa         | Estil: arquitectura barroca 18th century | 42° 04′ 31″ N, 2° 17′ 48″ E / 42.075307°N,2.296714°E ca:C. Verdaguer, 7 620 msnm          | bé integrant del patrimoni cultural català | Casa del carrer Verdaguer, 7 (Sant Pere de Torelló)              | Modifica les dades a Wikidata |
|        | casa del carrer de Bellmunt, 1            | Sant Pere de Torelló | casa         | Estil: arquitectura popular 17th century | 42° 04′ 34″ N, 2° 17′ 44″ E / 42.076138°N,2.295674°E ca:C. Bellmunt, 1 624 msnm           | bé cultural d'interès local                | Casa del carrer de Bellmunt, 1 (Sant Pere de Torelló)            | Modifica les dades a Wikidata |
|        | casa del carrer de Bellmunt, 22           | Sant Pere de Torelló | casa         | Estil: arquitectura popular              | 42° 04′ 37″ N, 2° 17′ 43″ E / 42.076839°N,2.29532°E                                       | bé cultural d'interès local                |                                                                  | Modifica les dades a Wikidata |
|        | habitatge a la plaça de la Generalitat, 1 | Sant Pere de Torelló | casa         | 20th century                             | 42° 04′ 30″ N, 2° 17′ 49″ E / 42.074952°N,2.296815°E ca:Pl. de la Generalitat, 1 617 msnm | bé cultural d'interès local                | Habitatge a la plaça de la Generalitat, 1 (Sant Pere de Torelló) | Modifica les dades a Wikidata |
|        | habitatge a la plaça de la Generalitat, 2 | Sant Pere de Torelló | casa         | 19th century                             | 42° 04′ 30″ N, 2° 17′ 49″ E / 42.075054°N,2.296876°E ca:Pl. de la Generalitat, 2 617 msnm | bé cultural d'interès local                | Habitatge a la plaça de la Generalitat, 2 (Sant Pere de Torelló) | Modifica les dades a Wikidata |
|        | habitatge a la plaça de la Generalitat, 3 | Sant Pere de Torelló | casa         | 20th century                             | 42° 04′ 30″ N, 2° 17′ 48″ E / 42.075044°N,2.296731°E ca:Pl. de la Generalitat, 3 617 msnm | bé cultural d'interès local                | Habitatge a la plaça de la Generalitat, 3 (Sant Pere de Torelló) | Modifica les dades a Wikidata |
|        | habitatge a la plaça de la Generalitat, 4 | Sant Pere de Torelló | casa         | 20th century                             | 42° 04′ 30″ N, 2° 17′ 48″ E / 42.075114°N,2.296683°E ca:Pl. de la Generalitat, 4 617 msnm | bé cultural d'interès local                | Habitatge a la plaça de la Generalitat, 4 (Sant Pere de Torelló) | Modifica les dades a Wikidata |
|        | habitatge al carrer Bellmunt, 23          | Sant Pere de Torelló | casa         |                                          | 42° 04′ 38″ N, 2° 17′ 42″ E / 42.077186°N,2.294907°E                                      | bé cultural d'interès local                |                                                                  | Modifica les dades a Wikidata |
|        | habitatge al carrer Bisbe Castanyer, 10   | Sant Pere de Torelló | casa         | Estil: arquitectura popular              | 42° 04′ 30″ N, 2° 17′ 46″ E / 42.074948°N,2.296127°E                                      | bé cultural d'interès local                |                                                                  | Modifica les dades a Wikidata |
|        | habitatge al carrer Bisbe Castanyer, 15   | Sant Pere de Torelló | casa         | Estil: arquitectura popular              | 42° 04′ 29″ N, 2° 17′ 45″ E / 42.074749°N,2.295948°E ca:C. Bisbe Castanyer, 15 612 msnm   | bé cultural d'interès local                | Habitatge al carrer Bisbe Castanyer, 15 (Sant Pere de Torelló)   | Modifica les dades a Wikidata |
|        | habitatge al carrer Doctor Casas, 10      | Sant Pere de Torelló | casa         | 18th century                             | 42° 04′ 26″ N, 2° 17′ 46″ E / 42.073796°N,2.296227°E ca:C. Doctor Casas, 10 611 msnm      | bé cultural d'interès local                | Habitatge al carrer Doctor Casas, 10 (Sant Pere de Torelló)      | Modifica les dades a Wikidata |
|        | habitatge al carrer Doctor Casas, 4       | Sant Pere de Torelló | casa         | 20th century                             | 42° 04′ 27″ N, 2° 17′ 47″ E / 42.074291°N,2.296318°E ca:C. Doctor Casas, 4 614 msnm       | bé cultural d'interès local                | Habitatge al carrer Doctor Casas, 4 (Sant Pere de Torelló)       | Modifica les dades a Wikidata |
|        | habitatge al carrer Doctor Casas, 8       | Sant Pere de Torelló | casa         | 17th century                             | 42° 04′ 26″ N, 2° 17′ 47″ E / 42.073906°N,2.296269°E ca:C. Doctor Casas, 8 611 msnm       | bé cultural d'interès local                | Habitatge al carrer Doctor Casas, 8 (Sant Pere de Torelló)       | Modifica les dades a Wikidata |
|        | habitatge al carrer Doctor Terricabres, 7 | Sant Pere de Torelló | casa         | Estil: arquitectura popular              | 42° 04′ 32″ N, 2° 17′ 51″ E / 42.075466°N,2.297521°E                                      | bé cultural d'interès local                |                                                                  | Modifica les dades a Wikidata |
|        | habitatge al carrer Jaume Balmes, 1       | Sant Pere de Torelló | casa         | 20th century                             | 42° 04′ 30″ N, 2° 17′ 49″ E / 42.074986°N,2.297007°E ca:C. Jaume Balmes, 1 617 msnm       | bé cultural d'interès local                | Habitatge al carrer Jaume Balmes, 1 (Sant Pere de Torelló)       | Modifica les dades a Wikidata |
|        | habitatge al carrer Jaume Balmes, 5 bis   | Sant Pere de Torelló | casa         | Estil: arquitectura popular              | 42° 04′ 30″ N, 2° 17′ 50″ E / 42.075137°N,2.29727°E                                       | bé cultural d'interès local                |                                                                  | Modifica les dades a Wikidata |
|        | habitatge al carrer Jaume Balmes, 7       | Sant Pere de Torelló | casa         |                                          | 42° 04′ 30″ N, 2° 17′ 51″ E / 42.075089°N,2.297587°E                                      | bé cultural d'interès local                |                                                                  | Modifica les dades a Wikidata |
|        | habitatge al carrer Josep Vilanova, 21    | Sant Pere de Torelló | casa         |                                          | 42° 04′ 25″ N, 2° 17′ 53″ E / 42.073651°N,2.298178°E                                      | bé cultural d'interès local                |                                                                  | Modifica les dades a Wikidata |
|        | habitatge al carrer Major, 13             | Sant Pere de Torelló | casa         | 20th century                             | 42° 04′ 28″ N, 2° 17′ 48″ E / 42.074564°N,2.296537°E ca:C. Major, 13 615 msnm             | bé cultural d'interès local                | Habitatge al carrer Major, 13 (Sant Pere de Torelló)             | Modifica les dades a Wikidata |
|        | habitatge al carrer Major, 7              | Sant Pere de Torelló | casa         | 20th century                             | 42° 04′ 29″ N, 2° 17′ 48″ E / 42.074639°N,2.296725°E ca:C. Major, 7 614 msnm              | bé cultural d'interès local                | Habitatge al carrer Major, 7 (Sant Pere de Torelló)              | Modifica les dades a Wikidata |
|        | habitatge al carrer de l'Església, 1      | Sant Pere de Torelló | casa         | 19th century                             | 42° 04′ 31″ N, 2° 17′ 49″ E / 42.075228°N,2.297004°E ca:C. de l'Església, 1 619 msnm      | bé cultural d'interès local                | Habitatge al carrer de l'Església, 1 (Sant Pere de Torelló)      | Modifica les dades a Wikidata |
|        | habitatge al carrer de la Font, 1         | Sant Pere de Torelló | casa         |                                          | 42° 04′ 24″ N, 2° 17′ 36″ E / 42.073234°N,2.29323°E                                       | bé cultural d'interès local                |                                                                  | Modifica les dades a Wikidata |
|        | habitatge al carrer de la Font, 3         | Sant Pere de Torelló | casa         |                                          | 42° 04′ 23″ N, 2° 17′ 36″ E / 42.073141°N,2.293222°E                                      | bé cultural d'interès local                |                                                                  | Modifica les dades a Wikidata |
|        | habitatge al carrer de la Font, 9         | Sant Pere de Torelló | casa         |                                          | 42° 04′ 22″ N, 2° 17′ 35″ E / 42.07277°N,2.293125°E                                       | bé cultural d'interès local                |                                                                  | Modifica les dades a Wikidata |

## castell
| imatge | Nom                     | Ubicat a             | instància de | Detalls                                 | coordenades                                                   | Protecció                                            | Commons (més fotos)     | Dades a WD                    |
| ------ | ----------------------- | -------------------- | ------------ | --------------------------------------- | ------------------------------------------------------------- | ---------------------------------------------------- | ----------------------- | ----------------------------- |
|        | Castell de Curull       | Sant Pere de Torelló | castell      | Estil: arquitectura popular             | 42° 06′ 37″ N, 2° 20′ 18″ E / 42.110264°N,2.33825°E           | bé d'interès cultural bé cultural d'interès nacional |                         | Modifica les dades a Wikidata |
|        | Castell de Vilar        | Sant Pere de Torelló | castell      | Estil: arquitectura gòtica 12nd century | 42° 05′ 28″ N, 2° 19′ 42″ E / 42.091082°N,2.328461°E 600 msnm | bé d'interès cultural bé cultural d'interès nacional |                         | Modifica les dades a Wikidata |
|        | castell de sa Reganyada | Sant Pere de Torelló | castell      | Estat: enderrocat o destruït            | 42° 06′ 06″ N, 2° 17′ 41″ E / 42.1018°N,2.29462°E 1248 msnm   |                                                      | Castell de sa Reganyada | Modifica les dades a Wikidata |

## collada
| imatge | Nom                | Ubicat a                              | instància de | Detalls | coordenades                                                  | Protecció | Commons (més fotos) | Dades a WD                    |
| ------ | ------------------ | ------------------------------------- | ------------ | ------- | ------------------------------------------------------------ | --------- | ------------------- | ----------------------------- |
|        | coll dels Llancers | Sant Pere de Torelló la Vall d'en Bas | collada      |         | 42° 06′ 12″ N, 2° 23′ 56″ E / 42.10321°N,2.39895°E 1167 msnm |           |                     | Modifica les dades a Wikidata |
|        | collada de Bracons | Sant Pere de Torelló la Vall d'en Bas | collada      |         | 42° 06′ 30″ N, 2° 22′ 35″ E / 42.10833°N,2.37642°E 1132 msnm |           | Collada de Bracons  | Modifica les dades a Wikidata |

## curs d'aigua
| imatge | Nom                  | Ubicat a                                                  | instància de | Detalls                    | coordenades | Protecció | Commons (més fotos) | Dades a WD                    |
| ------ | -------------------- | --------------------------------------------------------- | ------------ | -------------------------- | --- | --------- | ------------------- | ----------------------------- |
|        | Ges                  | Vidrà Sant Pere de Torelló Sant Vicenç de Torelló Torelló | curs d'aigua | Desemboca: Ter Llarg: 18km | 42° 09′ 14″ N, 2° 18′ 38″ E / 42.153931°N,2.310432°E 42° 02′ 38″ N, 2° 15′ 24″ E / 42.043988°N,2.256736°E 552 msnm |           | Ges River           | Modifica les dades a Wikidata |
|        | Rierol de Vila Vella | Vidrà Sant Pere de Torelló                                | curs d'aigua | Desemboca: Ges             | 42° 07′ 29″ N, 2° 22′ 46″ E / 42.124799°N,2.379451°E 42° 06′ 58″ N, 2° 19′ 11″ E / 42.115977°N,2.319786°E          |           |                     | Modifica les dades a Wikidata |
|        | riu Fornès           | la Vall d'en Bas Sant Pere de Torelló                     | curs d'aigua | Desemboca: Ges             | 42° 06′ 11″ N, 2° 24′ 39″ E / 42.102962°N,2.410781°E 42° 04′ 15″ N, 2° 18′ 05″ E / 42.070736°N,2.301398°E          |           |                     | Modifica les dades a Wikidata |

## edifici
| imatge | Nom                               | Ubicat a             | instància de     | Detalls                                                                 | coordenades                                          | Protecció                                  | Commons (més fotos)               | Dades a WD                    |
| ------ | --------------------------------- | -------------------- | ---------------- | ----------------------------------------------------------------------- | ---------------------------------------------------- | ------------------------------------------ | --------------------------------- | ----------------------------- |
|        | Casal Cultural i Recreatiu        | Sant Pere de Torelló | edifici          |                                                                         | 42° 04′ 31″ N, 2° 17′ 51″ E / 42.07529°N,2.297485°E  | bé cultural d'interès local                |                                   | Modifica les dades a Wikidata |
|        | Escola Pública Josep Maria Xandri | Sant Pere de Torelló | edifici          |                                                                         | 42° 04′ 35″ N, 2° 17′ 41″ E / 42.076369°N,2.294724°E | bé cultural d'interès local                | Escola Pública Josep Maria Xandri | Modifica les dades a Wikidata |
|        | Font Santa                        | Sant Pere de Torelló | edifici balneari | Estil: arquitectura neoclàssica arquitectura eclèctica Estat: abandonat | 42° 03′ 51″ N, 2° 17′ 03″ E / 42.06426°N,2.284149°E  | bé integrant del patrimoni cultural català |                                   | Modifica les dades a Wikidata |

## entitat singular de població
| imatge | Nom                    | Ubicat a             | instància de                                                                   | Detalls  | coordenades                                                       | Protecció | Commons (més fotos)    | Dades a WD                    |
| ------ | ---------------------- | -------------------- | ------------------------------------------------------------------------------ | -------- | ----------------------------------------------------------------- | --------- | ---------------------- | ----------------------------- |
|        | Sant Andreu de la Vola | Sant Pere de Torelló | entitat singular de població                                                   | 25 hab   | 42° 04′ 52″ N, 2° 21′ 33″ E / 42.08111111°N,2.35916667°E 770 msnm |           | Sant Andreu de la Vola | Modifica les dades a Wikidata |
|        | Sant Pere de Torelló   | Sant Pere de Torelló | entitat singular de població capital municipal ens local històric de Catalunya | 2571 hab | 42° 04′ 27″ N, 2° 17′ 46″ E / 42.07408535°N,2.29609347°E 611 msnm |           |                        | Modifica les dades a Wikidata |

## església
| imatge | Nom                                         | Ubicat a             | instància de      | Detalls                                    | coordenades | Protecció                   | Commons (més fotos)                    | Dades a WD                    |
| ------ | ------------------------------------------- | -------------------- | ----------------- | ------------------------------------------ | --- | --------------------------- | -------------------------------------- | ----------------------------- |
|        | Sant Roc del Serrat de Nespla               | Sant Pere de Torelló | església          | Estil: arquitectura popular                | 42° 05′ 21″ N, 2° 18′ 17″ E / 42.089262°N,2.304713°E                                                                | bé cultural d'interès local | Sant Roc del Serrat de Nespla          | Modifica les dades a Wikidata |
|        | capella de Sant Nazari                      | Sant Pere de Torelló | església          | Estil: arquitectura popular 18th century   | 42° 05′ 53″ N, 2° 22′ 26″ E / 42.098168°N,2.374002°E ca:Prop del veïnat de Dalt, al Collet dels Gamarussos 932 msnm | bé cultural d'interès local | Capella de Sant Nazari                 | Modifica les dades a Wikidata |
|        | capella del Roser                           | Sant Pere de Torelló | església          | Estil: arquitectura popular                | 42° 05′ 37″ N, 2° 19′ 42″ E / 42.093726°N,2.328312°E                                                                | bé cultural d'interès local |                                        | Modifica les dades a Wikidata |
|        | església de Sant Andreu de la Vola          | Sant Pere de Torelló | església          | Estil: arquitectura eclèctica 16th century | 42° 04′ 51″ N, 2° 21′ 32″ E / 42.080878°N,2.35899°E ca:Veïnat de Baix                                               | bé cultural d'interès local | Església de Sant Andreu de la Vola     | Modifica les dades a Wikidata |
|        | església parroquial de Sant Pere de Torelló | Sant Pere de Torelló | església          | Estil: arquitectura barroca 18th century   | 42° 04′ 32″ N, 2° 17′ 49″ E / 42.075544°N,2.297045°E ca:Pl. de l'Església, 2 620 msnm                               | bé cultural d'interès local | Església de Sant Pere de Torelló       | Modifica les dades a Wikidata |
|        | santuari de Bellmunt                        | Sant Pere de Torelló | església santuari |                                            | 42° 06′ 07″ N, 2° 17′ 41″ E / 42.10181944°N,2.29461944°E                                                            | bé cultural d'interès local | Santuari de la Mare de Déu de Bellmunt | Modifica les dades a Wikidata |

## granja
| imatge | Nom                 | Ubicat a             | instància de | Detalls | coordenades                                                         | Protecció | Commons (més fotos) | Dades a WD                    |
| ------ | ------------------- | -------------------- | ------------ | ------- | ------------------------------------------------------------------- | --------- | ------------------- | ----------------------------- |
|        | Granges Aníjol      | Sant Pere de Torelló | granja       |         | 42° 04′ 22″ N, 2° 16′ 27″ E / 42.0728631341329°N,2.27421904390324°E |           |                     | Modifica les dades a Wikidata |
|        | Granges de Bellmunt | Sant Pere de Torelló | granja       |         | 42° 04′ 43″ N, 2° 17′ 25″ E / 42.0786291868874°N,2.29036538856835°E |           |                     | Modifica les dades a Wikidata |
|        | Granges del Puig    | Sant Pere de Torelló | granja       |         | 42° 04′ 27″ N, 2° 18′ 51″ E / 42.0741003512701°N,2.31430304871508°E |           |                     | Modifica les dades a Wikidata |

## masia
| imatge | Nom                           | Ubicat a             | instància de | Detalls                                                  | coordenades                                                                                   | Protecció                                  | Commons (més fotos)                | Dades a WD                    |
| ------ | ----------------------------- | -------------------- | ------------ | -------------------------------------------------------- | --------------------------------------------------------------------------------------------- | ------------------------------------------ | ---------------------------------- | ----------------------------- |
|        | Barral                        | Sant Pere de Torelló | masia        |                                                          | 42° 07′ 01″ N, 2° 21′ 18″ E / 42.117080981412°N,2.35500543594227°E                            |                                            |                                    | Modifica les dades a Wikidata |
|        | Bracons                       | Sant Pere de Torelló | masia        | Estil: arquitectura popular 18th century                 | 42° 06′ 29″ N, 2° 22′ 06″ E / 42.10804°N,2.368384°E ca:Carretera BV-5224, km 24,3 1031 msnm   | bé cultural d'interès local                | Bracons                            | Modifica les dades a Wikidata |
|        | Cal Ferrer                    | Sant Pere de Torelló | masia        |                                                          | 42° 04′ 10″ N, 2° 21′ 16″ E / 42.0695591380732°N,2.35433841335719°E                           |                                            |                                    | Modifica les dades a Wikidata |
|        | Cal Sapotani                  | Sant Pere de Torelló | masia        |                                                          | 42° 03′ 34″ N, 2° 19′ 21″ E / 42.0595676396557°N,2.32252073064534°E                           |                                            |                                    | Modifica les dades a Wikidata |
|        | Can Baleta                    | Sant Pere de Torelló | masia        |                                                          | 42° 04′ 19″ N, 2° 17′ 18″ E / 42.0720234264325°N,2.28826308871604°E                           |                                            |                                    | Modifica les dades a Wikidata |
|        | Can Blanc                     | Sant Pere de Torelló | masia        |                                                          | 42° 03′ 29″ N, 2° 18′ 16″ E / 42.058027697494°N,2.30448118210858°E                            |                                            |                                    | Modifica les dades a Wikidata |
|        | Can Cabanes                   | Sant Pere de Torelló | masia        |                                                          | 42° 04′ 55″ N, 2° 19′ 06″ E / 42.0820133618413°N,2.31821970037998°E                           |                                            |                                    | Modifica les dades a Wikidata |
|        | Can Font                      | Sant Pere de Torelló | masia        |                                                          | 42° 03′ 29″ N, 2° 17′ 25″ E / 42.0580571688026°N,2.29017148411265°E                           |                                            |                                    | Modifica les dades a Wikidata |
|        | Can Patafi                    | Sant Pere de Torelló | masia        |                                                          | 42° 03′ 37″ N, 2° 19′ 02″ E / 42.0603381580403°N,2.31727927574361°E                           |                                            |                                    | Modifica les dades a Wikidata |
|        | Can Periques                  | Sant Pere de Torelló | masia        |                                                          | 42° 04′ 51″ N, 2° 21′ 33″ E / 42.0809074352864°N,2.35918026343243°E                           |                                            |                                    | Modifica les dades a Wikidata |
|        | Can Pigrau                    | Sant Pere de Torelló | masia        |                                                          | 42° 04′ 54″ N, 2° 18′ 54″ E / 42.0816067416628°N,2.31497181780468°E                           |                                            |                                    | Modifica les dades a Wikidata |
|        | Can Poca-roba                 | Sant Pere de Torelló | masia        | Estil: arquitectura popular                              | 42° 04′ 43″ N, 2° 22′ 37″ E / 42.078496°N,2.376885°E 789 msnm                                 | bé cultural d'interès local                |                                    | Modifica les dades a Wikidata |
|        | Can Puig                      | Sant Pere de Torelló | masia        |                                                          | 42° 07′ 10″ N, 2° 20′ 30″ E / 42.1194186464147°N,2.34161422386509°E                           |                                            |                                    | Modifica les dades a Wikidata |
|        | Can Romia                     | Sant Pere de Torelló | masia        |                                                          | 42° 05′ 13″ N, 2° 18′ 41″ E / 42.0870070116163°N,2.3113589314526°E                            |                                            |                                    | Modifica les dades a Wikidata |
|        | Casanova de Codinac           | Sant Pere de Torelló | masia        | Estil: arquitectura popular                              | 42° 03′ 35″ N, 2° 17′ 11″ E / 42.059787°N,2.286423°E                                          | bé cultural d'interès local                |                                    | Modifica les dades a Wikidata |
|        | Collell                       | Sant Pere de Torelló | masia        | Estil: arquitectura popular                              | 42° 04′ 54″ N, 2° 21′ 34″ E / 42.081772°N,2.359356°E                                          | bé cultural d'interès local                |                                    | Modifica les dades a Wikidata |
|        | Collsaplana                   | Sant Pere de Torelló | masia        |                                                          | 42° 05′ 54″ N, 2° 20′ 11″ E / 42.0983770295302°N,2.33647460530905°E                           |                                            |                                    | Modifica les dades a Wikidata |
|        | Curull                        | Sant Pere de Torelló | masia        |                                                          | 42° 07′ 10″ N, 2° 21′ 24″ E / 42.1195395537494°N,2.35657734836941°E                           |                                            |                                    | Modifica les dades a Wikidata |
|        | Degollats                     | Sant Pere de Torelló | masia        |                                                          | 42° 06′ 29″ N, 2° 18′ 56″ E / 42.1081080110995°N,2.3156904553712°E                            |                                            |                                    | Modifica les dades a Wikidata |
|        | Espaulella                    | Sant Pere de Torelló | masia        | Estil: arquitectura popular 17th century                 | 42° 06′ 13″ N, 2° 19′ 15″ E / 42.1036°N,2.32086°E ca:A l'est de la serra del Curull 884 msnm  | bé cultural d'interès local                | Espaulella                         | Modifica les dades a Wikidata |
|        | Fontdevila                    | Sant Pere de Torelló | masia        |                                                          | 42° 04′ 43″ N, 2° 17′ 58″ E / 42.0786933093045°N,2.29933511041784°E                           |                                            |                                    | Modifica les dades a Wikidata |
|        | Gospinera                     | Sant Pere de Torelló | masia        |                                                          | 42° 04′ 51″ N, 2° 16′ 27″ E / 42.0808326753285°N,2.27403150765799°E                           |                                            |                                    | Modifica les dades a Wikidata |
|        | Llombregueres                 | Sant Pere de Torelló | masia        |                                                          | 42° 05′ 28″ N, 2° 20′ 56″ E / 42.0909819731434°N,2.34892168156703°E                           |                                            |                                    | Modifica les dades a Wikidata |
|        | Mas Collell                   | Sant Pere de Torelló | masia        | Estil: arquitectura popular 18th century                 | 42° 04′ 30″ N, 2° 17′ 43″ E / 42.075076°N,2.295284°E ca:Av. Joan Maragall 61 msnm             | bé cultural d'interès local                | Mas Collell (Sant Pere de Torelló) | Modifica les dades a Wikidata |
|        | Mas Gubiac                    | Sant Pere de Torelló | masia        |                                                          | 42° 03′ 33″ N, 2° 18′ 55″ E / 42.0592626412796°N,2.3151395145242°E                            |                                            |                                    | Modifica les dades a Wikidata |
|        | Mas Serrat de Nespla          | Sant Pere de Torelló | masia        | Estil: arquitectura popular 16th century                 | 42° 05′ 22″ N, 2° 18′ 16″ E / 42.089486°N,2.304494°E ca:Ctra. BV 5224 735 msnm                | bé cultural d'interès local                | El Serrat de Nespla                | Modifica les dades a Wikidata |
|        | Mas Vinyoles                  | Sant Pere de Torelló | masia        | Estil: arquitectura popular                              | 42° 03′ 20″ N, 2° 17′ 36″ E / 42.055591°N,2.293425°E ca:Plana Dolça                           | bé cultural d'interès local                |                                    | Modifica les dades a Wikidata |
|        | Masgrill                      | Sant Pere de Torelló | masia        |                                                          | 42° 04′ 06″ N, 2° 19′ 19″ E / 42.068448400324°N,2.3219700936355°E                             |                                            |                                    | Modifica les dades a Wikidata |
|        | Masia Font Santa              | Sant Pere de Torelló | masia        | Estil: arquitectura popular                              | 42° 03′ 52″ N, 2° 17′ 03″ E / 42.064423°N,2.28429°E                                           | bé cultural d'interès local                |                                    | Modifica les dades a Wikidata |
|        | Morelles                      | Sant Pere de Torelló | masia        |                                                          | 42° 04′ 04″ N, 2° 18′ 34″ E / 42.0676848663764°N,2.30931954095949°E                           |                                            |                                    | Modifica les dades a Wikidata |
|        | Palou                         | Sant Pere de Torelló | masia        | Estil: arquitectura popular                              | 42° 05′ 33″ N, 2° 21′ 21″ E / 42.092568°N,2.355729°E                                          | bé cultural d'interès local                |                                    | Modifica les dades a Wikidata |
|        | Pigallem                      | Sant Pere de Torelló | masia        | Estil: arquitectura popular                              | 42° 05′ 21″ N, 2° 21′ 26″ E / 42.089164°N,2.357347°E                                          | bé cultural d'interès local                |                                    | Modifica les dades a Wikidata |
|        | Planadella                    | Sant Pere de Torelló | masia        |                                                          | 42° 07′ 11″ N, 2° 20′ 41″ E / 42.1197605163297°N,2.34469550992868°E                           |                                            |                                    | Modifica les dades a Wikidata |
|        | Puig-oquí                     | Sant Pere de Torelló | masia        |                                                          | 42° 03′ 43″ N, 2° 17′ 48″ E / 42.061991570758°N,2.296657657642°E                              |                                            |                                    | Modifica les dades a Wikidata |
|        | Purgarony                     | Sant Pere de Torelló | masia        | Estil: arquitectura popular 18th century                 | 42° 04′ 34″ N, 2° 19′ 22″ E / 42.07616°N,2.322746°E ca:Ctra. BV-5224, km 14,8 663 msnm        | bé cultural d'interès local                |                                    | Modifica les dades a Wikidata |
|        | Rabassola                     | Sant Pere de Torelló | masia        |                                                          | 42° 05′ 27″ N, 2° 18′ 52″ E / 42.0908530433259°N,2.3144128444761°E                            |                                            |                                    | Modifica les dades a Wikidata |
|        | Roger                         | Sant Pere de Torelló | masia        | Estil: arquitectura popular                              | 42° 04′ 18″ N, 2° 16′ 53″ E / 42.07179°N,2.281345°E                                           | bé integrant del patrimoni cultural català |                                    | Modifica les dades a Wikidata |
|        | Targarona                     | Sant Pere de Torelló | masia        | Estil: arquitectura popular                              | 42° 03′ 53″ N, 2° 17′ 49″ E / 42.064601°N,2.296964°E                                          | bé cultural d'interès local                |                                    | Modifica les dades a Wikidata |
|        | Teuleria del Verdeguer        | Sant Pere de Torelló | masia        |                                                          | 42° 04′ 08″ N, 2° 18′ 55″ E / 42.0689635339214°N,2.3152890885079°E                            |                                            |                                    | Modifica les dades a Wikidata |
|        | Torrent Generos               | Sant Pere de Torelló | masia        | Estil: arquitectura popular                              | 42° 04′ 29″ N, 2° 20′ 21″ E / 42.074803°N,2.339123°E                                          | bé cultural d'interès local                |                                    | Modifica les dades a Wikidata |
|        | Torrents                      | Sant Pere de Torelló | masia        | Estil: arquitectura popular                              | 42° 04′ 23″ N, 2° 16′ 42″ E / 42.07303°N,2.278303°E                                           | bé cultural d'interès local                |                                    | Modifica les dades a Wikidata |
|        | Trotacans                     | Sant Pere de Torelló | masia        | Estil: arquitectura popular                              | 42° 03′ 58″ N, 2° 21′ 00″ E / 42.066011°N,2.349872°E                                          | bé cultural d'interès local                |                                    | Modifica les dades a Wikidata |
|        | Vila-rasa                     | Sant Pere de Torelló | masia        | Estil: arquitectura popular                              | 42° 04′ 04″ N, 2° 20′ 12″ E / 42.06776°N,2.336787°E                                           | bé cultural d'interès local                |                                    | Modifica les dades a Wikidata |
|        | el Coll                       | Sant Pere de Torelló | masia        |                                                          | 42° 05′ 19″ N, 2° 18′ 12″ E / 42.088472274037°N,2.30343530968818°E                            |                                            |                                    | Modifica les dades a Wikidata |
|        | el Güell                      | Sant Pere de Torelló | masia        |                                                          | 42° 05′ 17″ N, 2° 22′ 36″ E / 42.0881272036923°N,2.37654332536952°E                           |                                            |                                    | Modifica les dades a Wikidata |
|        | el Manguet                    | Sant Pere de Torelló | masia        |                                                          | 42° 05′ 20″ N, 2° 22′ 01″ E / 42.0887589003237°N,2.3669002399608°E                            |                                            |                                    | Modifica les dades a Wikidata |
|        | el Prat de la Vola            | Sant Pere de Torelló | masia        | Estil: arquitectura popular                              | 42° 05′ 22″ N, 2° 22′ 50″ E / 42.089355°N,2.38057°E                                           | bé cultural d'interès local                |                                    | Modifica les dades a Wikidata |
|        | el Puig                       | Sant Pere de Torelló | masia        |                                                          | 42° 04′ 34″ N, 2° 18′ 40″ E / 42.0759729131228°N,2.31116392236578°E                           |                                            |                                    | Modifica les dades a Wikidata |
|        | el Sitjar                     | Sant Pere de Torelló | masia        |                                                          | 42° 05′ 28″ N, 2° 21′ 19″ E / 42.0910363008252°N,2.35535401435301°E                           |                                            |                                    | Modifica les dades a Wikidata |
|        | el Verdaguer                  | Sant Pere de Torelló | masia        | Estil: arquitectura popular 13rd century                 | 42° 04′ 15″ N, 2° 18′ 56″ E / 42.070822°N,2.315468°E ca:Camí del km 14 de la BV-5224 599 msnm | bé cultural d'interès local                |                                    | Modifica les dades a Wikidata |
|        | els Arcs                      | Sant Pere de Torelló | masia        | Estil: arquitectura popular 17th century                 | 42° 05′ 14″ N, 2° 17′ 14″ E / 42.08734°N,2.287209°E ca:Ctra. Bellmunt 720 msnm                | bé integrant del patrimoni cultural català | Els Arcs (Sant Pere de Torelló)    | Modifica les dades a Wikidata |
|        | l'Avet                        | Sant Pere de Torelló | masia        | Estil: arquitectura popular                              | 42° 04′ 29″ N, 2° 21′ 53″ E / 42.074772°N,2.364621°E                                          | bé cultural d'interès local                |                                    | Modifica les dades a Wikidata |
|        | la Boulella                   | Sant Pere de Torelló | masia        |                                                          | 42° 06′ 21″ N, 2° 21′ 19″ E / 42.1058959680734°N,2.3551793006389°E                            |                                            |                                    | Modifica les dades a Wikidata |
|        | la Casa Nova de Llombregueres | Sant Pere de Torelló | masia        |                                                          | 42° 05′ 22″ N, 2° 21′ 00″ E / 42.089367482901°N,2.35009898361558°E                            |                                            |                                    | Modifica les dades a Wikidata |
|        | la Casa Nova del Collell      | Sant Pere de Torelló | masia        |                                                          | 42° 04′ 52″ N, 2° 21′ 56″ E / 42.0810062110851°N,2.36561114592°E                              |                                            |                                    | Modifica les dades a Wikidata |
|        | la Coma del Coll              | Sant Pere de Torelló | masia        | Estil: arquitectura popular                              | 42° 06′ 19″ N, 2° 20′ 51″ E / 42.105371°N,2.347638°E                                          | bé cultural d'interès local                |                                    | Modifica les dades a Wikidata |
|        | la Fàbrega                    | Sant Pere de Torelló | masia        |                                                          | 42° 03′ 31″ N, 2° 19′ 20″ E / 42.0586838442378°N,2.32232466737293°E                           |                                            |                                    | Modifica les dades a Wikidata |
|        | la Guàrdia                    | Sant Pere de Torelló | masia        |                                                          | 42° 04′ 08″ N, 2° 17′ 02″ E / 42.0689977093689°N,2.28399367133735°E                           |                                            |                                    | Modifica les dades a Wikidata |
|        | la Panosa                     | Sant Pere de Torelló | masia        |                                                          | 42° 03′ 53″ N, 2° 18′ 10″ E / 42.064730189718°N,2.3026708164108°E                             |                                            |                                    | Modifica les dades a Wikidata |
|        | la Paradella                  | Sant Pere de Torelló | masia        | Estil: arquitectura popular                              | 42° 05′ 22″ N, 2° 21′ 11″ E / 42.089478°N,2.353106°E                                          | bé cultural d'interès local                |                                    | Modifica les dades a Wikidata |
|        | la Portella                   | Sant Pere de Torelló | masia        | Estat: ruïnós                                            | 42° 07′ 02″ N, 2° 20′ 15″ E / 42.117095°N,2.337525°E 939 msnm                                 |                                            |                                    | Modifica les dades a Wikidata |
|        | la Redortra                   | Sant Pere de Torelló | masia        |                                                          | 42° 05′ 18″ N, 2° 17′ 19″ E / 42.0883085437406°N,2.28849217644089°E 735 msnm                  |                                            | La Redortra (Sant Pere de Torelló) | Modifica les dades a Wikidata |
|        | la Riera                      | Sant Pere de Torelló | masia        | Estil: arquitectura popular Estat: enderrocat o destruït | 42° 04′ 33″ N, 2° 18′ 17″ E / 42.075911°N,2.304839°E                                          |                                            |                                    | Modifica les dades a Wikidata |
|        | la Rierola                    | Sant Pere de Torelló | masia        | Estil: arquitectura popular                              | 42° 05′ 04″ N, 2° 21′ 14″ E / 42.0844°N,2.35389°E 742.1 msnm                                  | bé cultural d'interès local                |                                    | Modifica les dades a Wikidata |
|        | la Sala                       | Sant Pere de Torelló | masia        | Estil: arquitectura popular                              | 42° 04′ 45″ N, 2° 21′ 24″ E / 42.07906°N,2.356805°E                                           | bé cultural d'interès local                |                                    | Modifica les dades a Wikidata |
|        | la Salgueda                   | Sant Pere de Torelló | masia        |                                                          | 42° 06′ 16″ N, 2° 20′ 14″ E / 42.104563528563°N,2.3373080493643°E 998 msnm                    |                                            | La Salgueda (Sant Pere de Torelló) | Modifica les dades a Wikidata |
|        | la Teuleria                   | Sant Pere de Torelló | masia        |                                                          | 42° 05′ 03″ N, 2° 18′ 46″ E / 42.0841787106861°N,2.31281620746082°E                           |                                            |                                    | Modifica les dades a Wikidata |
|        | la Vall                       | Sant Pere de Torelló | masia        |                                                          | 42° 06′ 07″ N, 2° 18′ 40″ E / 42.1020547987343°N,2.31102680435252°E                           |                                            | La Vall (Sant Pere de Torelló)     | Modifica les dades a Wikidata |
|        | la Vinyeta                    | Sant Pere de Torelló | masia        | Estil: arquitectura popular                              | 42° 05′ 36″ N, 2° 19′ 40″ E / 42.093377°N,2.327857°E                                          | bé integrant del patrimoni cultural català |                                    | Modifica les dades a Wikidata |
|        | les Cases                     | Sant Pere de Torelló | masia        | Estil: arquitectura popular                              | 42° 04′ 42″ N, 2° 20′ 03″ E / 42.078224°N,2.334218°E                                          | bé cultural d'interès local                |                                    | Modifica les dades a Wikidata |
|        | les Comes                     | Sant Pere de Torelló | masia        | Estil: arquitectura popular                              | 42° 05′ 11″ N, 2° 17′ 55″ E / 42.086284°N,2.298478°E                                          | bé integrant del patrimoni cultural català |                                    | Modifica les dades a Wikidata |
|        | les Moles                     | Sant Pere de Torelló | masia        | Estil: arquitectura popular                              | 42° 04′ 26″ N, 2° 18′ 27″ E / 42.07391°N,2.30742°E                                            | bé cultural d'interès local                |                                    | Modifica les dades a Wikidata |
|        | les Pedroses                  | Sant Pere de Torelló | masia        |                                                          | 42° 05′ 27″ N, 2° 17′ 51″ E / 42.0909216258048°N,2.29745931555011°E                           |                                            |                                    | Modifica les dades a Wikidata |
|        | les Rovires                   | Sant Pere de Torelló | masia        |                                                          | 42° 04′ 11″ N, 2° 17′ 43″ E / 42.0697064111295°N,2.29517903695758°E                           |                                            |                                    | Modifica les dades a Wikidata |
|        | les Salines                   | Sant Pere de Torelló | masia        | Estil: arquitectura popular                              | 42° 04′ 16″ N, 2° 21′ 23″ E / 42.071241°N,2.356509°E                                          | bé cultural d'interès local                |                                    | Modifica les dades a Wikidata |

## molí d'aigua
| imatge | Nom                  | Ubicat a             | instància de | Detalls                                   | coordenades                                                                                 | Protecció                                  | Commons (més fotos) | Dades a WD                    |
| ------ | -------------------- | -------------------- | ------------ | ----------------------------------------- | ------------------------------------------------------------------------------------------- | ------------------------------------------ | ------------------- | ----------------------------- |
|        | Fàbrica de Targarona | Sant Pere de Torelló | molí d'aigua | Estil: arquitectura popular               | 42° 03′ 46″ N, 2° 18′ 07″ E / 42.062656°N,2.301818°E ca:Des de ctra BV-5224 pk 9,9 547 msnm | bé integrant del patrimoni cultural català |                     | Modifica les dades a Wikidata |
|        | Molí Pigrau          | Sant Pere de Torelló | molí d'aigua | Estil: arquitectura popular               | 42° 05′ 05″ N, 2° 18′ 46″ E / 42.08472°N,2.312732°E                                         | bé integrant del patrimoni cultural català |                     | Modifica les dades a Wikidata |
|        | Molí de Bracons      | Sant Pere de Torelló | molí d'aigua | Estil: arquitectura popular               | 42° 06′ 33″ N, 2° 22′ 00″ E / 42.109086°N,2.366778°E 1009 msnm                              | bé integrant del patrimoni cultural català |                     | Modifica les dades a Wikidata |
|        | Molí de Targarona    | Sant Pere de Torelló | molí d'aigua | Estil: arquitectura popular               | 42° 03′ 46″ N, 2° 18′ 07″ E / 42.062672°N,2.301816°E 547 msnm                               | bé integrant del patrimoni cultural català |                     | Modifica les dades a Wikidata |
|        | Molí de la Riera     | Sant Pere de Torelló | molí d'aigua | Estil: arquitectura popular               | 42° 04′ 30″ N, 2° 18′ 09″ E / 42.074973°N,2.302422°E                                        | bé cultural d'interès local                |                     | Modifica les dades a Wikidata |
|        | Molí de la Rierola   | Sant Pere de Torelló | molí d'aigua | Estil: arquitectura popular Estat: ruïnós | ca:Carretera BV-5224, km 19,4                                                               | bé integrant del patrimoni cultural català |                     | Modifica les dades a Wikidata |
|        | el Molí              | Sant Pere de Torelló | molí d'aigua |                                           | 42° 03′ 43″ N, 2° 17′ 42″ E / 42.0620321384893°N,2.29505845154846°E                         |                                            |                     | Modifica les dades a Wikidata |

## muntanya
| imatge | Nom                    | Ubicat a                                         | instància de   | Detalls                     | coordenades | Protecció                   | Commons (més fotos)                    | Dades a WD                    |
| ------ | ---------------------- | ------------------------------------------------ | -------------- | --------------------------- | --- | --------------------------- | -------------------------------------- | ----------------------------- |
|        | Bellmunt               | Sant Pere de Torelló                             | muntanya       |                             | 42° 06′ 06″ N, 2° 17′ 38″ E / 42.1015354717°N,2.29375027555°E 1248 msnm                                               |                             | Bellmunt (Sant Pere de Torelló)        | Modifica les dades a Wikidata |
|        | Cim de la Pastera      | la Vall d'en Bas Sant Pere de Torelló            | muntanya cim   |                             | 42° 06′ 20″ N, 2° 22′ 35″ E / 42.10544444°N,2.376525°E 42° 06′ 19″ N, 2° 22′ 35″ E / 42.10532°N,2.37646°E 1201.4 msnm |                             |                                        | Modifica les dades a Wikidata |
|        | Puig Corona            | Sant Pere de Torelló                             | muntanya       |                             | 42° 03′ 58″ N, 2° 17′ 24″ E / 42.066°N,2.28993056°E 567.6 msnm                                                        |                             |                                        | Modifica les dades a Wikidata |
|        | Puig d'Eugassa         | Sant Pere de Torelló l'Esquirol                  | muntanya       |                             | 42° 05′ 08″ N, 2° 23′ 20″ E / 42.085675°N,2.38888056°E 1014.6 msnm                                                    |                             |                                        | Modifica les dades a Wikidata |
|        | Puig de Canet          | Sant Pere de Torelló                             | muntanya masia | Estil: arquitectura popular | 42° 04′ 33″ N, 2° 18′ 40″ E / 42.075795°N,2.311232°E                                                                  | bé cultural d'interès local |                                        | Modifica les dades a Wikidata |
|        | Puig de Collsaplana    | Sant Pere de Torelló                             | muntanya       |                             | 42° 06′ 08″ N, 2° 20′ 34″ E / 42.10230278°N,2.34289722°E 1240.5 msnm                                                  |                             |                                        | Modifica les dades a Wikidata |
|        | Puig de l'Àliga        | Sant Pere de Torelló                             | muntanya       |                             | 42° 06′ 32″ N, 2° 20′ 58″ E / 42.1090151344°N,2.34931774822°E 1344 msnm                                               |                             | Puig de l'Àliga (Sant Pere de Torelló) | Modifica les dades a Wikidata |
|        | Puig de la Freixeneda  | la Vall d'en Bas Sant Pere de Torelló            | muntanya       |                             | 42° 05′ 15″ N, 2° 23′ 49″ E / 42.08761111°N,2.39696111°E 1003.5 msnm                                                  |                             |                                        | Modifica les dades a Wikidata |
|        | Serrat Alt             | Sant Pere de Torelló Orís                        | muntanya       |                             | 42° 04′ 49″ N, 2° 15′ 34″ E / 42.080405°N,2.259536°E 830 msnm                                                         |                             |                                        | Modifica les dades a Wikidata |
|        | Serrat de la Cavorca   | Sant Pere de Torelló l'Esquirol                  | muntanya       |                             | 42° 03′ 52″ N, 2° 20′ 33″ E / 42.06447222°N,2.34253889°E 810.6 msnm                                                   |                             |                                        | Modifica les dades a Wikidata |
|        | el Castell de Curull   | Sant Pere de Torelló                             | muntanya       |                             | 42° 06′ 37″ N, 2° 20′ 18″ E / 42.11022222°N,2.338275°E 1304.7 msnm                                                    |                             |                                        | Modifica les dades a Wikidata |
|        | el Pla de la Grevolosa | la Vall d'en Bas Sant Pere de Torelló            | muntanya cim   |                             | 42° 06′ 13″ N, 2° 22′ 48″ E / 42.10358333°N,2.37991667°E 1274.1 msnm                                                  |                             |                                        | Modifica les dades a Wikidata |
|        | els Esquers            | la Vall d'en Bas Sant Pere de Torelló            | muntanya       |                             | 42° 06′ 14″ N, 2° 23′ 02″ E / 42.10380556°N,2.38398222°E 1257.8 msnm                                                  |                             |                                        | Modifica les dades a Wikidata |
|        | els Tres Batlles       | Sant Vicenç de Torelló Sant Pere de Torelló Orís | muntanya       |                             | 42° 04′ 54″ N, 2° 15′ 46″ E / 42.081689°N,2.262669°E 805 msnm                                                         |                             | Els Tres Batlles (Osona)               | Modifica les dades a Wikidata |
|        | les Rocasses           | Sant Pere de Torelló                             | muntanya       |                             | 42° 04′ 51″ N, 2° 20′ 23″ E / 42.0808°N,2.33971°E 745.9 msnm                                                          |                             |                                        | Modifica les dades a Wikidata |

## oratori
| imatge | Nom                       | Ubicat a             | instància de | Detalls | coordenades                                                                                 | Protecció | Commons (més fotos) | Dades a WD                    |
| ------ | ------------------------- | -------------------- | ------------ | ------- | ------------------------------------------------------------------------------------------- | --------- | ------------------- | ----------------------------- |
|        | Mare de Déu de les Alades | Sant Pere de Torelló | oratori      |         | 42° 06′ 04″ N, 2° 17′ 32″ E / 42.1011842342319°N,2.29229082263365°E ca:Santuari de Bellmunt |           |                     | Modifica les dades a Wikidata |
|        | Pedró de Montserrat       | Sant Pere de Torelló | oratori      |         | 42° 05′ 41″ N, 2° 17′ 29″ E / 42.094598°N,2.291428°E 908 msnm                               |           |                     | Modifica les dades a Wikidata |

## polígon industrial
| imatge | Nom                                | Ubicat a             | instància de       | Detalls | coordenades                                                         | Protecció | Commons (més fotos) | Dades a WD                    |
| ------ | ---------------------------------- | -------------------- | ------------------ | ------- | ------------------------------------------------------------------- | --------- | ------------------- | ----------------------------- |
|        | Polígon industrial de la Fontsanta | Sant Pere de Torelló | polígon industrial |         | 42° 04′ 07″ N, 2° 17′ 29″ E / 42.0686022590487°N,2.29138365102439°E |           |                     | Modifica les dades a Wikidata |
|        | Polígon industrial de la Guàrdia   | Sant Pere de Torelló | polígon industrial |         | 42° 04′ 14″ N, 2° 17′ 18″ E / 42.0706462784632°N,2.28839935421881°E |           |                     | Modifica les dades a Wikidata |

## pont
| imatge | Nom               | Ubicat a             | instància de | Detalls                                   | coordenades                                                         | Protecció                   | Commons (més fotos) | Dades a WD                    |
| ------ | ----------------- | -------------------- | ------------ | ----------------------------------------- | ------------------------------------------------------------------- | --------------------------- | ------------------- | ----------------------------- |
|        | Pont Aterrat      | Sant Pere de Torelló | pont         | Travessa: Ges                             | 42° 04′ 48″ N, 2° 18′ 37″ E / 42.079993754809°N,2.31032250915974°E  |                             |                     | Modifica les dades a Wikidata |
|        | Pont de l'Aníjol  | Sant Pere de Torelló | pont         |                                           | 42° 03′ 57″ N, 2° 16′ 45″ E / 42.0658507368165°N,2.27908541252354°E |                             |                     | Modifica les dades a Wikidata |
|        | Pont de la Riera  | Sant Pere de Torelló | pont         | Estil: arquitectura popular Travessa: Ges | 42° 04′ 29″ N, 2° 18′ 06″ E / 42.07473°N,2.30158°E                  | bé cultural d'interès local | Pont de la Riera    | Modifica les dades a Wikidata |
|        | Pont del Pujol    | Sant Pere de Torelló | pont         |                                           | 42° 04′ 22″ N, 2° 17′ 33″ E / 42.0727787633732°N,2.29243724053361°E |                             |                     | Modifica les dades a Wikidata |
|        | pont de Targarona | Sant Pere de Torelló | pont         | Estil: arquitectura popular Travessa: Ges | 42° 03′ 50″ N, 2° 17′ 32″ E / 42.063786°N,2.292223°E                | bé cultural d'interès local |                     | Modifica les dades a Wikidata |

## serra
| imatge | Nom                         | Ubicat a                              | instància de | Detalls | coordenades                                                  | Protecció | Commons (més fotos)         | Dades a WD                    |
| ------ | --------------------------- | ------------------------------------- | ------------ | ------- | ------------------------------------------------------------ | --------- | --------------------------- | ----------------------------- |
|        | Graons del Rei              | l'Esquirol Sant Pere de Torelló       | serra        |         | 42° 03′ 46″ N, 2° 20′ 03″ E / 42.0629°N,2.33428°E 810.6 msnm |           |                             | Modifica les dades a Wikidata |
|        | Serra dels Llancers         | la Vall d'en Bas Sant Pere de Torelló | serra carena |         | 42° 06′ 14″ N, 2° 23′ 02″ E / 42.1038°N,2.38398°E 1281 msnm  |           | Serra dels Llancers         | Modifica les dades a Wikidata |
|        | serra de Bellmunt           | Orís Sant Pere de Torelló             | serra        |         | 42° 05′ 40″ N, 2° 16′ 03″ E / 42.0945°N,2.267475°E           |           | Serra de Bellmunt           | Modifica les dades a Wikidata |
|        | serra de Curull             | Sant Pere de Torelló                  | serra        |         | 42° 06′ 38″ N, 2° 20′ 55″ E / 42.110456°N,2.348553°E         |           | Serra de Curull             | Modifica les dades a Wikidata |
|        | serrat de la Rierola        | Sant Pere de Torelló                  | serra        |         | 42° 05′ 05″ N, 2° 21′ 27″ E / 42.0848°N,2.35742°E 851.9 msnm |           |                             | Modifica les dades a Wikidata |
|        | serrat dels Cristians Vells | Sant Pere de Torelló                  | serra        |         | 42° 05′ 49″ N, 2° 18′ 14″ E / 42.0969°N,2.30393°E 1143 msnm  |           | Serrat dels Cristians Vells | Modifica les dades a Wikidata |
|        | serrat dels Tudons          | l'Esquirol Sant Pere de Torelló       | serra        |         | 42° 03′ 59″ N, 2° 22′ 01″ E / 42.0664°N,2.36687°E 958.2 msnm |           |                             | Modifica les dades a Wikidata |

## Misc
| imatge | Nom                                       | Ubicat a                              | instància de                                           | Detalls                                                              | coordenades                                                                           | Protecció                   | Commons (més fotos)                       | Dades a WD                    |
| ------ | ----------------------------------------- | ------------------------------------- | ------------------------------------------------------ | -------------------------------------------------------------------- | ------------------------------------------------------------------------------------- | --------------------------- | ----------------------------------------- | ----------------------------- |
|        | Bassa de les Salines                      | Sant Pere de Torelló                  | zona humida                                            | Superfície: 0.28ha                                                   | 42° 04′ 09″ N, 2° 21′ 31″ E / 42.0693°N,2.35863°E                                     |                             |                                           | Modifica les dades a Wikidata |
|        | Bellmunt                                  | Sant Pere de Torelló                  | vèrtex geodèsic                                        | Alt: 1.2m                                                            | 42° 06′ 06″ N, 2° 17′ 37″ E / 42.101536°N,2.293739°E 1247.01 msnm                     |                             |                                           | Modifica les dades a Wikidata |
|        | Fageda de la Grevolosa                    | Sant Pere de Torelló                  | bosc                                                   | Taxon: faig (Fagus sylvatica) Ample: 24.5m Alt: 41m Perímetre: 4.97m | 42° 06′ 04″ N, 2° 22′ 30″ E / 42.101111111111°N,2.375°E ca:La Grevolosa, Vall del Ges | arbre monumental            | Fageda de la Grevolosa                    | Modifica les dades a Wikidata |
|        | Forat Micó                                | Sant Pere de Torelló                  | cova                                                   |                                                                      | 42° 05′ 31″ N, 2° 19′ 08″ E / 42.0920148561631°N,2.31894695179179°E                   |                             |                                           | Modifica les dades a Wikidata |
|        | Les Masies de Torelló                     | Sant Pere de Torelló                  | ens local històric de Catalunya                        |                                                                      | 42° 04′ 26″ N, 2° 18′ 27″ E / 42.07391°N,2.30742°E                                    |                             |                                           | Modifica les dades a Wikidata |
|        | Rectoria                                  | Sant Pere de Torelló                  | rectoria                                               |                                                                      | 42° 04′ 32″ N, 2° 17′ 51″ E / 42.075464°N,2.297393°E                                  | bé cultural d'interès local |                                           | Modifica les dades a Wikidata |
|        | Túnel de Bracons                          | la Vall d'en Bas Sant Pere de Torelló | túnel de carretera                                     | Travessa: Serra dels Llancers Hi passa: C-37 Llarg: 5026m            | 42° 06′ 09″ N, 2° 22′ 54″ E / 42.1025°N,2.38172°E                                     |                             | Túnels de Bracons                         | Modifica les dades a Wikidata |
|        | casa consistorial de Sant Pere de Torelló | Sant Pere de Torelló                  | casa consistorial                                      |                                                                      | 42° 04′ 33″ N, 2° 17′ 45″ E / 42.0759464°N,2.2959287°E                                |                             | Casa consistorial de Sant Pere de Torelló | Modifica les dades a Wikidata |
|        | font Vidranesa                            | Sant Pere de Torelló                  | font                                                   |                                                                      | 42° 05′ 48″ N, 2° 17′ 26″ E / 42.0967246059546°N,2.29059902413634°E 958 msnm          |                             | Font Vidranesa                            | Modifica les dades a Wikidata |
|        | la Riera                                  | Sant Pere de Torelló                  | nucli d'entitat singular de població nucli de població | 195 hab                                                              | 42° 04′ 17″ N, 2° 18′ 15″ E / 42.07145073°N,2.30419751°E 565 msnm                     |                             |                                           | Modifica les dades a Wikidata |
|        | pallissa de la Redortra                   | Sant Pere de Torelló                  | cabana                                                 |                                                                      | 42° 05′ 22″ N, 2° 17′ 15″ E / 42.0893734104307°N,2.28737994382764°E 742 msnm          |                             | Pallissa de la Redortra                   | Modifica les dades a Wikidata |